# Região Geográfica Intermediária do Rio de Janeiro
A Região Geográfica Intermediária do Rio de Janeiro é uma das cinco regiões intermediárias do estado brasileiro do Rio de Janeiro e uma das 134 regiões intermediárias do Brasil, criadas pelo Instituto Brasileiro de Geografia e Estatística (IBGE) em 2017. É composta por 26 municípios, distribuídos em três regiões geográficas imediatas.
Sua população total estimada pelo Instituto Brasileiro de Geografia e Estatística (IBGE) para 1º de julho de 2018 é de 13 088 713 habitantes, distribuídos em uma área total de 10 393,538 km².
O Rio de Janeiro é o município mais populoso da região intermediária, além de ser a capital do estado, com 6 688 927 habitantes, de acordo com estimativas de 2018 do Instituto Brasileiro de Geografia e Estatística (IBGE).

## Regiões geográficas imediatas
| Região geográfica imediata                   | Municípios | População Estimativa 2018 | Área (km²) |
| -------------------------------------------- | --- | ------------------------- | ---------- |
| Região Geográfica Imediata do Rio de Janeiro | Belford Roxo Duque de Caxias Guapimirim Itaboraí Itaguaí Japeri Magé Mangaratiba Maricá Mesquita Nilópolis Niterói Nova Iguaçu Paracambi Queimados Rio de Janeiro São Gonçalo São João de Meriti Saquarema Seropédica Tanguá | 12 705 529                | 6 308,323  |
| Região Geográfica Imediata de Angra dos Reis | Angra dos Reis Paraty | 243 037                   | 1 728,897  |
| Região Geográfica Imediata de Rio Bonito     | Cachoeiras de Macacu Rio Bonito Silva Jardim | 140 147                   | 2 356,318  |
| Total                                        | 26 | 13 088 713                | 10 393,538 |